# Загороднюк, Юрий Иванович
Ю́рий Ива́нович Загородню́к (23 апреля 1950 — 18 мая 2018, Санкт-Петербург) — российский скрипач, солист симфонического оркестра Мариинского театра, заслуженный артист Российской Федерации (1996).

## Биография
Юрий Загороднюк окончил Ленинградскую консерваторию по классу профессора Михаила Ваймана. В 1975 году он начал работать в симфоническом оркестре театра оперы и балета имени С. М. Кирова. Концертмейстер группы первых скрипок оркестра Мариинского театра. С 1978 года он регулярно исполняет сольные партии в большом количестве балетных спектаклей, гастролирует по всему миру с симфоническими программами и принимает участие в ряде музыкальных фестивалей, таких как «Московский пасхальный фестиваль», «Звезды белых ночей», «Гергиев Фестивале» в Нидерландах и фестиваль в финском городе Миккели. В 1996 году Юрию Загороднюку было присвоено почётное звание Заслуженный артист Российской Федерации. В 2008 году он был награждён медалью ордена «За заслуги перед Отечеством» II степени.
Умер в Санкт-Петербурге. Похоронен на Серафимовском кладбище.